# Bonfim (Roraima)

Bonfim  este un oraș în Roraima (RR), Brazilia.